# Anthousa (mythologie)
De anthousa zijn een klasse nimfen in de Griekse mythologie. Ze worden gezien als de beschermsters van de bloemen. De benaming komt van het Griekse Ανθούσα dat letterlijk "in bloei" betekent. De anthousa zijn vrij onbekend maar ze komen soms voor sommige in role playing games zoals Dungeons & Dragons.